# Sorlet har dött
Sorlet har dött är en psalm för Kristi förklarings dag av Olov Hartman, skriven år 1947. Texten bearbetades 1968. Texten är hämtad från Matteusevangeliet. Tredje versen är hämtad ur Matteusevangeliet 8:23 och Första Korintierbrevet 1:38. Fjärde versen är hämtad ur Lukasevangeliet 10:42. Den är en av endast tre psalmer i psalmboken som är från 1940-talet (de båda andra är I tro under himmelens skyar och Du är större än mitt hjärta.
Psalmen består av fem femradiga strofer, varav den femte och sista är en doxologi (lovsång). Melodi (G-dur, 3/4 2/2) av Daniel Olson skriven 1965. En annan melodi (ej i koralboken) har Lars Åke Lundberg komponerat (e-moll, 4/4).
Texten innehåller många allusioner på evangeliet på Kristi förklarings dag. Petrus förslag om att bygga hyddor åt Jesus, Moses och Elias går igen i psalmens "hyddor vi ville här åt himlen bygga". Även slutorden i evangeliet, "när de lyfte sina ögon såg de ingen utom Jesus allena", återklingar i psalmens "ett är nödvändigt, nu och för beständigt: Jesus allena".

## Publicerad i
- Herren Lever 1977 som nummer 879 under rubriken "Kyrkans år - Kristi förklarings dag".[1]
- ekumeniska delen av den svenska psalmboken (dvs psalm 1-325 i Den svenska psalmboken 1986, Cecilia 1986, Psalmer och Sånger 1987, Segertoner 1988 och Frälsningsarméns sångbok 1990) som nummer 166 under rubriken "Kristi förklarings dag".
- Finlandssvenska psalmboken 1986 som nummer 122 under rubriken "Kristi förklarings dag".